# Бейонн
Бейо́нн (англ. Bayonne) — город в округе Хадсон штата Нью-Джерси, США. Бейонн расположен на полуострове между бухтой Ньюарк на западе, проливом Килл-ван-Кулл на юге и заливом Нью-Йорка на востоке. По данным переписи 2010 года, население города составляло 63 024 человека, что больше на 1182 человека (+1,9 %) по сравнению с численностью населения в 2000 году.

## История
Район, в котором ныне расположен город, до прихода европейцев был заселён индейцами. Первое поселение на месте современного города появилось в 1646 году. Его основал голландец Якоб Рой (нидерл. Jacob J. Roy), получивший от голландской Вест-индской компании право на землю полуострова. Место, на котором было основано поселение, получило название Констебл-Хук (англ. Constable Hook). При британцах поселение было преобразовано в торговую факторию, получившую название Берген-Нек (англ. Bergen Neck). Поселенцы фактории в основном занимались выловом устриц и шэда. Бейонн был основан как тауншип 1 апреля 1861 года, будучи выделенным из тауншипа Берген. 10 марта 1869 года Бейонну был присвоен статус города. Название город получил по своему расположению «на заливах» (англ. on the bays) — Ньюаркском и Нью-Йоркском. За несколько лет до Гражданской войны от Бейонна до Элизабета была проложена железная дорога. В 1866 году в Констебл-Хуке были построены угольные доки. В 1870-х годах там же был возведён нефтеперерабатывающий завод, куда приходила нефть таких компаний, как Tide Water Oil Company, Texaco, Humble Oil, Gulf Refining Company и других. За развитием промышленности последовала массовая иммиграция жителей центральной и южной Европы. Во время Второй мировой войны в Бейонне производилось снаряжение для военных кораблей и припасы и топливо для заграничных морских баз. С 1967 по 1999 годы в Байонне даже действовала военно-морская база. Ныне основными составляющими экономики города являются обрабатывающая промышленность, дистрибуция и контейнерные грузоперевозки.

## География
Город расположен в сердце порта Нью-Йорка и Нью-Джерси, к востоку от Ньюарка, самого большого города в штате, и к западу от Бруклина. На севере Бейонн граничит с Джерси-Сити и соединяется со Статен-Айлендом Бейоннским мостом. Совокупная площадь города составляет 28,702 км², из которых 13,669 км² (47.62 %) приходятся на водную поверхность. Город состоит из двух районов: Констебл-Хук и Берген-Пойнт (англ. Bergen Point).

## Население
По данным переписи США за 2010 год, в Бейонне насчитывалось 63 024 жителя, 25 237 домохозяйств и 16 051 семья. Плотность населения составляла 4192 человека на км². В Бейонне насчитывалось 27 799 жилищных единиц со средней плотностью 4789,4 на км². Расовый состав по данным на тот год: 69,21% (43 618) — белые, 8,86% (5584) — негры и афроамериканцы, 0,31% (194) — коренные жители США, 7,71% (4861) — американцы азиатского происхождения, 0,03% (16) — гавайцы или тихоокеанийцы, 10,00% (6303) — представители других рас, 3,88% (2448) — представители двух и более рас. Латиноамериканских представителей любых рас насчитывалось 25,79% (16 251). Белые представители неиспаноязычного происхождения составляли 56,8% населения.
В 29,5% домохозяйств проживали дети возрастом до 18 лет, в 41,1% — живущие совместно супруги, в 16,8% домовладельцами были незамужние женщины, 36,4% домохозяйств были групповыми. 31,6% домохозяйств были одиночными, и в 11,8% проживали жители возрастом свыше 65 лет. Средний размер домохозяйства составлял 2,49, а средний размер семьи — 3,16. 
В Бейонне 22,5% жителей были младше 18 лет, 8,9% были в возрасте от 18 до 24 лет, 28,1% — от 25 до 44 лет, 27,3% — от 45 до 64 лет, и 13,2% были старше 65 лет. Средний возраст составлял 38,4 лет. На 100 женщин приходилось 91,7 мужчин. На 100 женщин моложе 18 лет приходилось 87,9 мужчин.  

## Основные достопримечательности
- Бейоннский мост — пятый по длине в мире арочный мост.
- Констебл-Хук — исторический квартал города.
- Набережная Хакенсак (англ. Hackensack RiverWalk).
- Остров Шутерс.
- Слеза скорби — скульптурный монумент, созданный Зурабом Церетели.

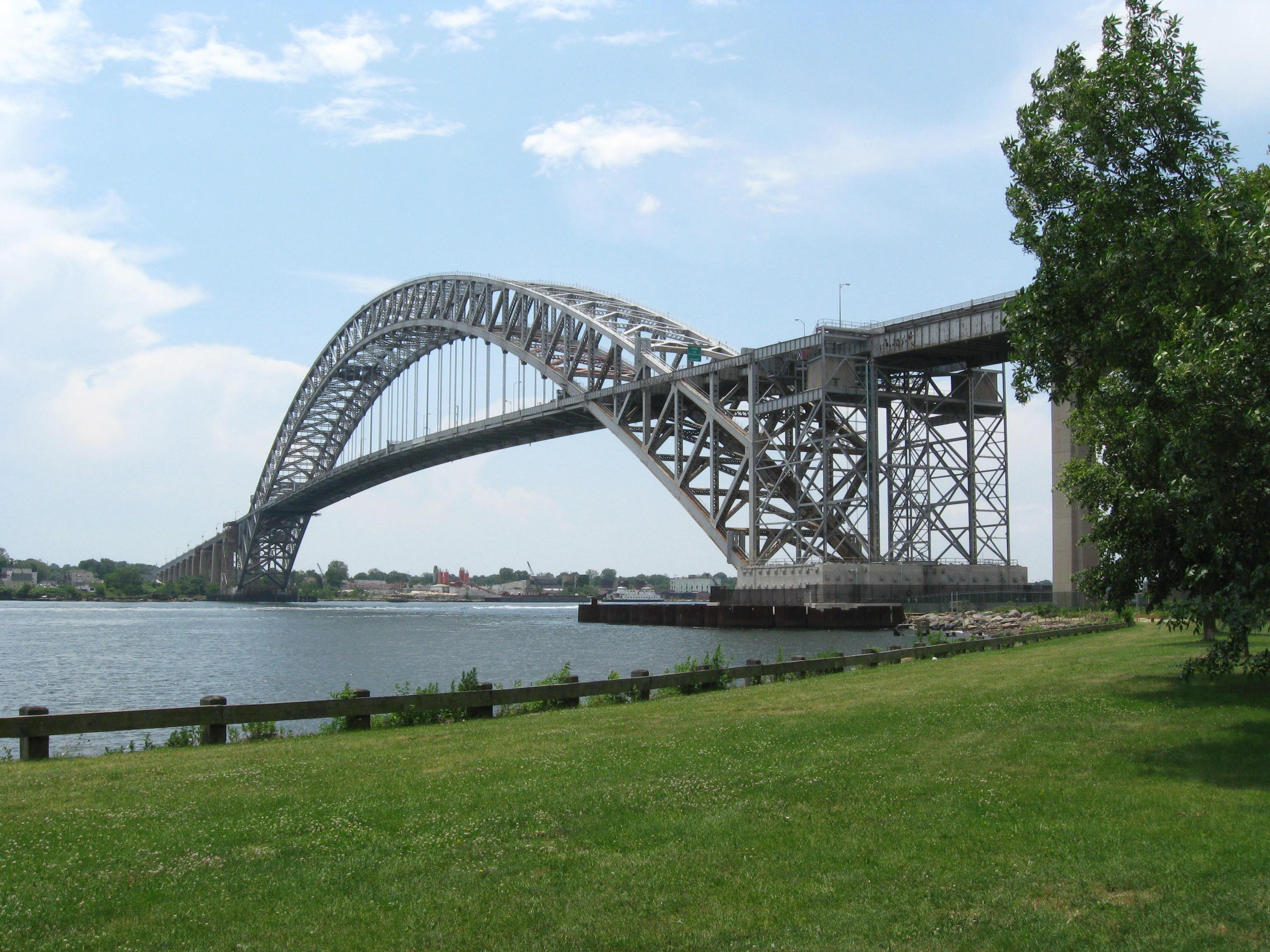
Бейоннский мост
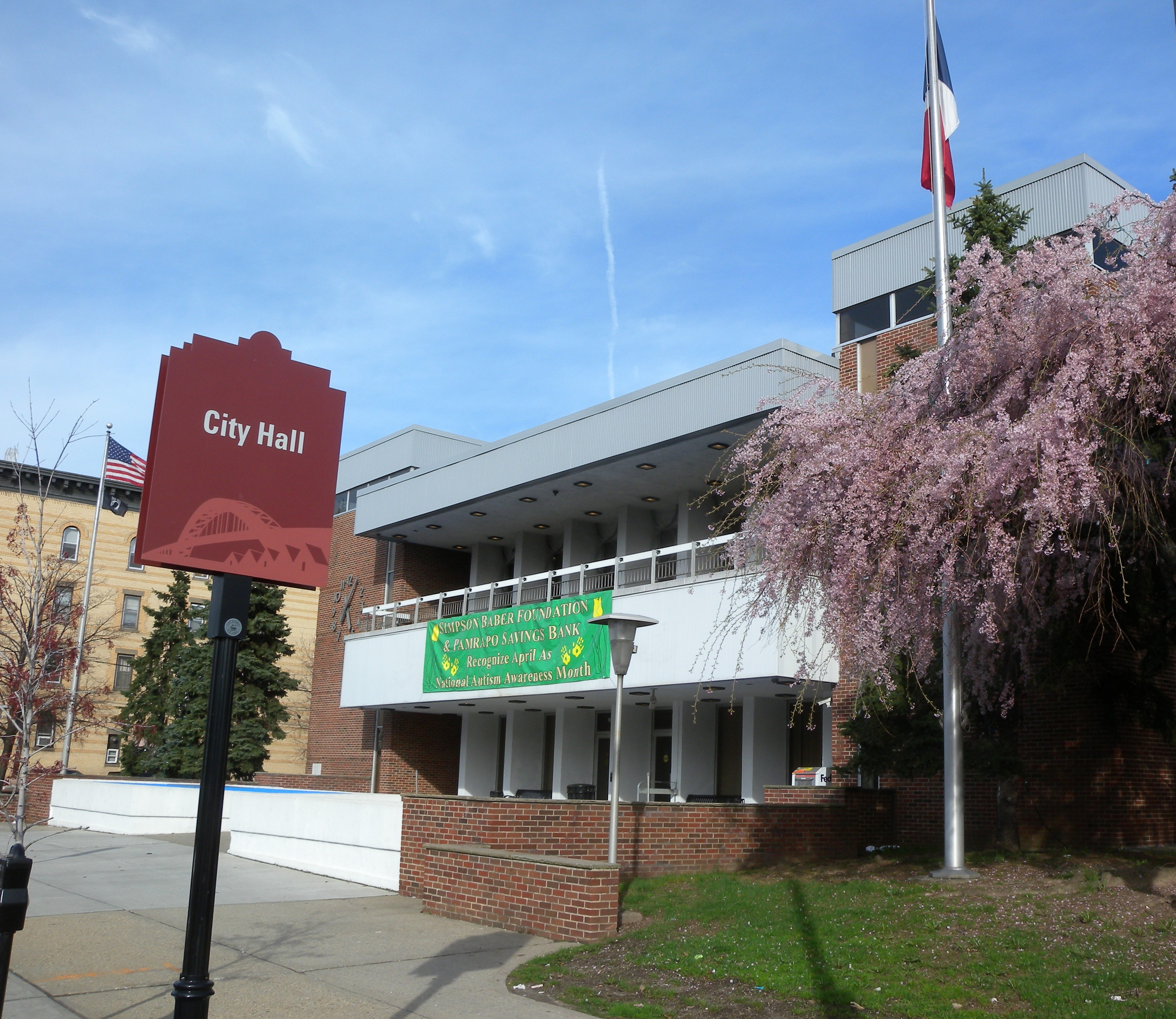
Мэрия Бейонна
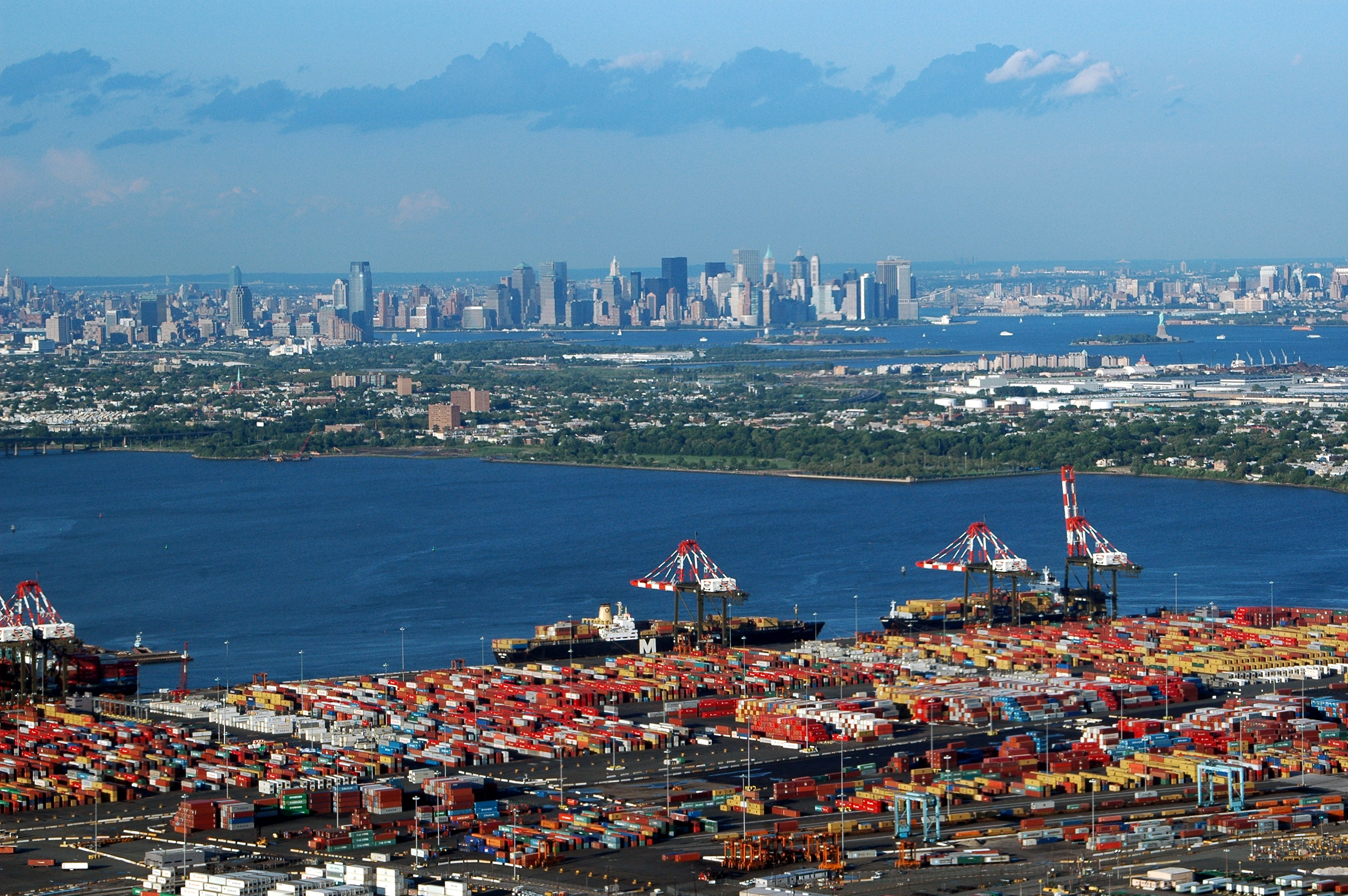
Порт Нью-Йорка и Нью-Джерси с видом на Манхэттен